# Vellberg
Vellberg är en stad i Landkreis Schwäbisch Hall i regionen Heilbronn-Franken i Regierungsbezirk Stuttgart i förbundslandet Baden-Württemberg i Tyskland. Den tidigare kommunen Großaltdorf uppgick i Vellberg 1 januari 1972.
Staden ingår i kommunalförbundet Ilshofen-Vellberg tillsammans med staden Ilshofen och kommunen Wolpertshausen.